# Круглая пила

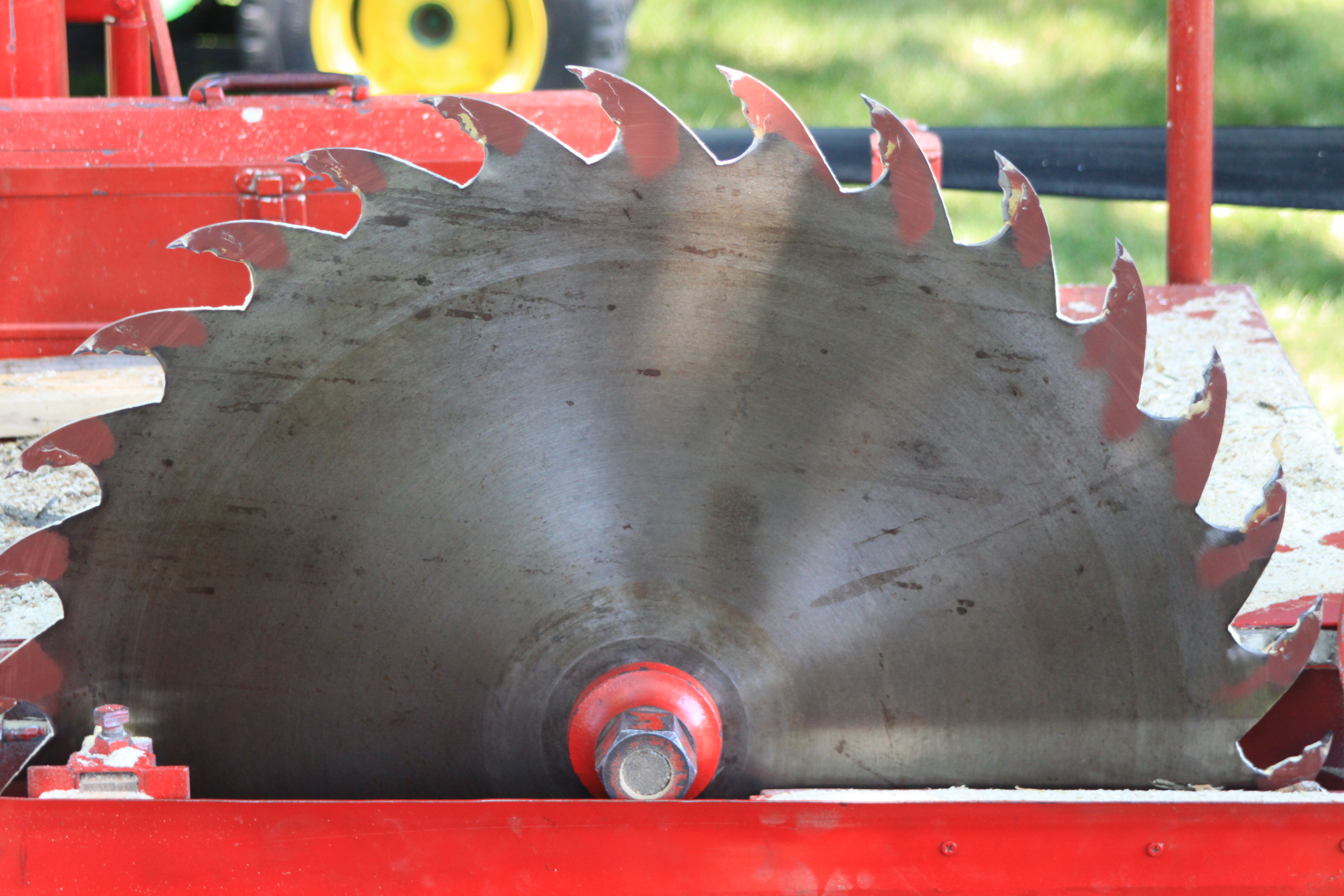
Круглая пила передвижной пилорамы

Кру́глая пила́ («дисковая пила»; в просторечии и устаревшее: «циркульная пила», «циркулярная пила», также название круглопильного станка: «циркулярка») — режущий инструмент в виде плоского металлического диска, на внешней кромке которого расположены зубья. Используется на круглопильных, маятниковых и других станках, также в ручном электроинструменте для раскроя различных материалов, чаще древесины, пластика, мягкого металла.

## Основные геометрические характеристики круглой пилы
- Тип пилы (форма и тип заточки зубьев)
- Внешний диаметр пилы
- Количество зубьев
- Ширина реза
- Толщина полотна пилы
- Диаметр посадочного отверстия.

## История
Была изобретена в конце XVIII века. Предназначалась для обработки пиломатериалов (лесоматериалов) на лесопильных предприятиях, до того распилка производилась вручную с помощью маховых двуручных пил или вертикальных пил с возвратно-поступательным движением. Поворотный характер циркулярной пилой требует больше энергии для работы, но пила режет быстрее благодаря тому, что зубы находятся в постоянном движении. Звук, издаваемый циркулярной пилой при работе, отличается от звука вертикальной пилы и в английском языке получил название «buzz-saw».
К изобретателям циркулярной пилы можно причислить англичанина Сэмюэля Миллера из Саутгемптона, который получил патент в 1777 году на лесопильную ветряную мельницу. Однако, его заявка только упоминает форму пилы; по-видимому, это было не его изобретение.
Часто изобретение циркулярной пилы приписывают некоему немцу Гервинусу (1780 год).
Уолтер Тейлор из Саутгемптона в 1762 году построил лесопилку, где применял ряд механизмов. Описания его машин в 1790-е годы показывают, что это были циркулярные пилы. Тейлор запатентовал два других приспособления, но не циркулярную пилу. Это говорит о том, что либо он не изобретал её, либо опубликовал своё изобретение без патентования (она больше не патентовалась).
Сведения о том, что циркулярная пила изобретена в Голландии в XVI или XVII веках, документально не подтверждаются.
Большая циркулярная пила применялась в 1813 году на лесопильне Табиты Бэббит.